# Venedictos Printesis
Venedictos Printesis (griechisch Βενέδικτος Πρίντεζης Venediktos Prindezis; * 10. Februar 1917 in Manna, heute Stadtteil von Ermoupolis, Griechenland; † 21. Oktober 2008) war römisch-katholischer Bischof des Erzbistums Athen.

## Leben
Venedictos Printesis empfing am 23. März 1940 die Priesterweihe.
Papst Johannes XXIII. ernannte ihn 1959 zum Erzbischof von Athen. Die Bischofsweihe spendete ihm am 21. Juni 1959 der Erzbischof von Naxos-Tinos Joannis Baptist Filippucci, Mitkonsekratoren waren Georges Xenopulos, Bischof von Syros (und Milos), und Hyakinthos Gad, Apostolischer Exarch von Griechenland. Als Erzbischof von Athen war er zugleich Administrator für das Erzbistum Rhodos.
Printesis war zudem von 1959 bis 1962 Administrator des Erzbistums Korfu und von 1959 bis 1969 Administrator des Apostolischen Vikariats Thessaloniki.
Am 14. Mai 1962 stand er in Athen der Trauung des späteren  Königs Juan Carlos I. von Spanien mit Sophia von Griechenland vor und nahm anschließend die Konversion der Prinzessin zum Katholizismus vor.
Seinem Rücktrittsgesuch wurde 1972 durch Papst Paul VI. stattgegeben. Er blieb bis zu seinem Tod Mitglied der römisch-katholischen Bischofskonferenz Griechenlands.